# Swift Glacier
Swift Glacier är en glaciär i Antarktis. Den ligger i Västantarktis. Argentina, Chile och Storbritannien gör anspråk på området. Swift Glacier ligger 611 meter över havet.
Terrängen runt Swift Glacier är kuperad söderut, men norrut är den bergig. Terrängen runt Swift Glacier sluttar söderut. Trakten är obefolkad. Det finns inga samhällen i närheten. 